# Коамер
Коамер (фр. Coimères) насеље је и општина у југозападној Француској у региону Аквитанија, у департману Жиронда која припада префектури Лангон.
По подацима из 2011. године у општини је живело 875 становника, а густина насељености је износила 67,78 становника/km². Општина се простире на површини од 12,91 km². Налази се на средњој надморској висини од 113 метара (максималној 122 m, а минималној 40 m).

## Демографија
| 1962. | 1968. | 1975. | 1982. | 1990. | 1999. | 2011. |
| ----- | ----- | ----- | ----- | ----- | ----- | ----- |
| 357   | 369   | 356   | 388   | 583   | 657   | 875   |

График промене броја становника у току последњих година